# ويليام روجرز
ويليام روجرز (بالإنجليزية: William Rogers)‏ هو فلاح وسياسي بريطاني وأسترالي (وحمل سابقاً جنسية المملكة المتحدة لبريطانيا العظمى وأيرلندا)، ولد في 22 يوليو عام 1818، وتوفي في 26 أغسطس عام  1903.

## مناصب
- انتخب عضو مجلس النواب جنوب أستراليا من الجمعية عن دائرة Electoral district of Encounter Bay [الإنجليزية]‏ وقد انضم خلال فترته النيابية (29 فبراير 1872 – 21 فبراير 1875)  للكتلة البرلمانية مستقل.
- انتخب عضو مجلس النواب جنوب أستراليا من الجمعية عن دائرة Electoral district of Mount Barker [الإنجليزية]‏ وقد انضم خلال فترته النيابية (5 نوفمبر 1868 – 4 أبريل 1870)  للكتلة البرلمانية مستقل.
- انتخب عضو مجلس النواب جنوب أستراليا من الجمعية عن دائرة Electoral district of Mount Barker [الإنجليزية]‏ وقد انضم خلال فترته النيابية (4 مايو 1868 – 11 أغسطس 1868)  للكتلة البرلمانية مستقل.
- انتخب عضو مجلس النواب جنوب أستراليا من الجمعية عن دائرة Electoral district of Mount Barker [الإنجليزية]‏ وقد انضم خلال فترته النيابية (8 يونيو 1864 – 12 مارس 1865)  للكتلة البرلمانية مستقل.
- في Mount Barker colonial by-election, 1858 ‏، انتخب عضو مجلس النواب جنوب أستراليا من الجمعية عن دائرة Electoral district of Mount Barker [الإنجليزية]‏ وقد انضم خلال فترته النيابية ‏ (16 سبتمبر 1858 – 22 مارس 1860)  للكتلة البرلمانية مستقل.